# Ada & Zangemann
Ada & Zangemann, un conte sur les logiciels, le skateboard et la glace à la framboise, est un livre jeunesse écrit par Matthias Kirschner et illustré par Sandra Brandstätter. Il raconte l'histoire d'Ada, une jeune fille curieuse et débrouillarde qui va entraîner ses camarades à ne pas laisser la technologie aux mains d'un seul homme, le capricieux et abusif Zangemann. Souveraineté, sobriété, mixité, inclusion, le livre aborde de nombreux thèmes liés au numérique et permet de mieux comprendre le logiciel libre et sa culture.
L'ouvrage original en allemand a été placé par ses auteurs sous licence libre (Creative Commons) afin d'en favoriser la circulation et les traductions. La traduction française présente l'originalité d'avoir été réalisée par plus d'une centaine d'élèves dans le cadre d'un projet pédagogique.

## Genèse
L'auteur Matthias Kirschner, président de la Free Software Foundation Europe (FSFE), raconte qu'il cherchait des livres pour ses enfants leur expliquant à leur niveau le logiciel et le matériel informatique, les possibilités qui s'offrent à eux lorsqu'on peut les étudier et les bricoler, tout en apportant une approche critique du numérique. N'en trouvant pas, il s'est mis à inventer lui-même des histoires sur le sujet, qu'il leur racontait le soir avant de s'endormir. Cela a donné la première version d'Ada & Zangemann. « Mes enfants m'ont aidé à donner vie aux personnages, et m'ont aussi permis de doser la quantité de termes techniques admissible dans un conte pour enfants afin de ne pas les ennuyer ».
Il a demandé à la dessinatrice Sandra Brandstätter d'illustrer le livre parce qu'il appréciait son style et son souci d'inclure de la diversité dans ses personnages. Elle a choisi de créer une Ada toute en courbes et un Zangemann sec et anguleux.
Le prénom Ada est une référence à la première programmeuse, Ada Lovelace, restée longtemps dans l’ombre de l’histoire de l'informatique. Quant à Zangemann, composé qui signifie « homme-pince » en allemand, il rappelle les grands entrepreneurs des GAFAM tels que Bill Gates ou Steve Jobs.
Sensibilisé aux licences libres de par son travail au sein de la FSFE, Matthias Kirschner a choisi une licence Creative Commons pour son livre, la CC BY-SA, contribuant ainsi à en faire une œuvre libre. Il a en outre décidé de reverser l'intégralité des revenus de ses droits d'auteur issus des ventes des versions imprimées à la Free Software Foundation Europe.

## Résumé
Ada & Zangemann est un conte moderne qui raconte l'histoire d'Ada, jeune héroïne entreprenante et pleine de ressources, et de Zangemann, un inventeur richissime qui vit dans les hauteurs de la ville. Il possède un ordinateur en or, capable de piloter à distance des innovations technologiques adoptées par toute la population, jeunes et adultes. Il crée des objets qui vont des skateboards sonores à la machine à glace capable de mixer n’importe quel parfum. Mais le caractériel Zangemann s'arroge le droit d'imposer à tous, y compris à l'État, ses goûts. À la suite d’un incident anodin, Zangemann va basculer dans une volonté de contrôle total à distance de ses inventions connectées, dont il est le seul à avoir la clé. Les skateboards électroniques ne rouleront plus sur les trottoirs et les machines ne produiront plus que des glaces à la vanille.
Bridées ou pas, Ada ne peut pas profiter des inventions de Zangemann car elle vit modestement dans une cabane avec sa maman et son petit frère. Alors elle bricole. À l'établi tout d'abord, en recyclant des objets récupérés dans la décharge jouxtant sa maison. Puis, découvrant qu'il y a du logiciel dans certains matériels, elle passe à la programmation. Grâce à la bibliothèque publique du quartier, elle apprend les codes qui donnent leurs consignes aux objets connectés. Devenue développeuse, elle prend le pouvoir sur les skateboards et les machines à glace de Zangemann et partage gratuitement ses connaissances avec tou·tes ses ami·es. Ils ne sont plus dépendants de Zangemann et peuvent adapter les objets à leurs besoins et en faire profiter leurs voisins.
Puis l'affaire devient politique, lorsque Zangemann demande au président de faire interdire de telles pratiques sur les logiciels qui lui font perdre le contrôle sur les machines et sapent son pouvoir. Il faudra qu'Ada et ses amis créent un vaste mouvement de protestation pour se faire entendre et empêcher cette loi d’être adoptée. Lorsque les passants leur demandent le pourquoi de leurs manifestations régulières devant le palais présidentiel, les enfants répondent en chœur : « pour que logiciels soient libres ! ».
Le dénouement est heureux. Ada explique au président, ignare en technologies (et dont tous les ordinateurs du gouvernement sont sous le contrôle de Zangemann), que l'État n'est plus obligé de se plier aux volontés du ploutocrate. Ses camarades devenus experts et expertes peuvent écrire eux-mêmes les programmes d'utilité publique dont il a besoin, et les partager au bénéfice de tous les citoyens. Ainsi les logiciels devenus libres délivrent les enfants et l’État de l'emprise et du pouvoir d'un seul homme. Et Ada peut enfin choisir une glace avec son parfum préféré, la framboise.

## Traduction en français

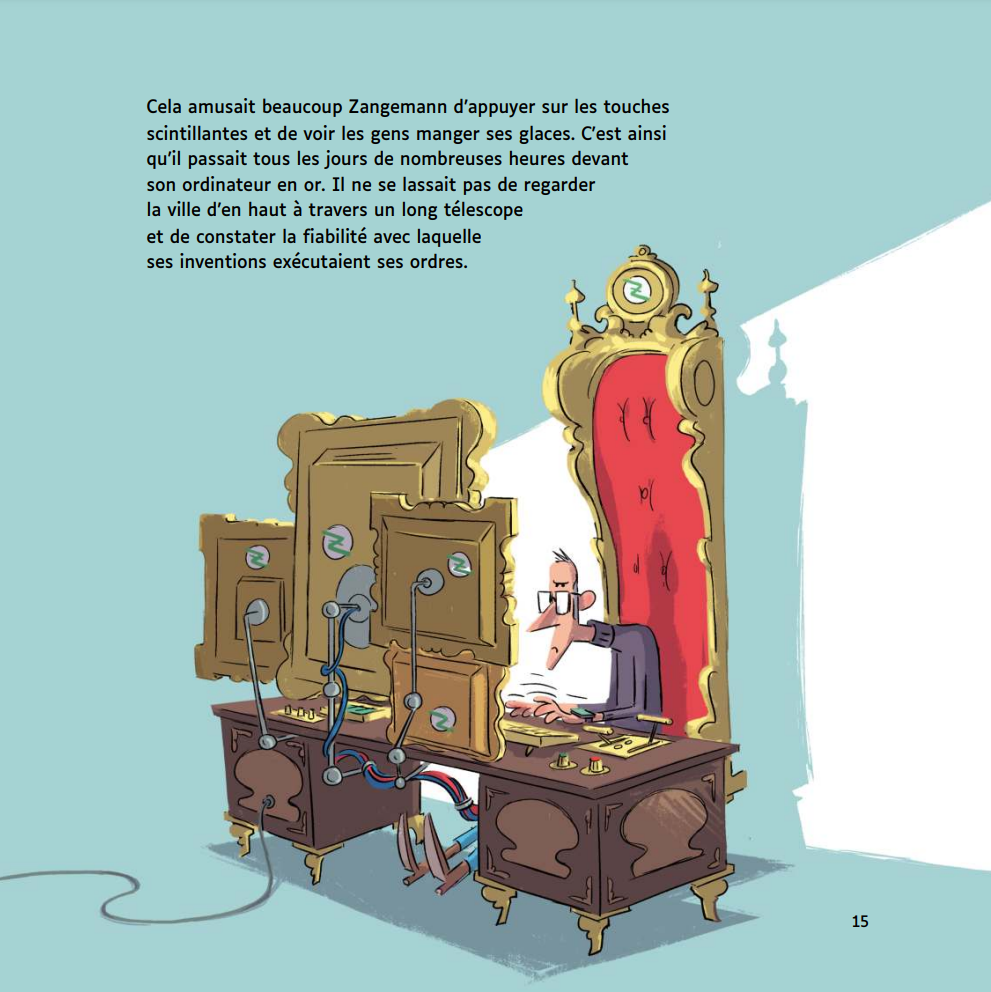
Page 15 de la version française du livre Ada & Zangemann.

« Ce livre est une belle histoire et a une belle histoire », dit Alexis Kauffmann dans la préface de l'édition française. Ayant pour la première fois entendu parler d'Ada & Zangemann à l'occasion de sa traduction en ukrainien pour faciliter l'intégration des enfants réfugiés en Allemagne, il a contacté l'ADEAF (Association pour le développement de l'enseignement de l'allemand en France) pour leur proposer d'en réaliser sa traduction en langue française dans le cadre d'une activité scolaire, autorisée par la licence libre du livre.
C'est ainsi que quatre enseignantes d'allemand ont décidé de faire traduire collaborativement le livre par leurs élèves dans le cadre d'un ambitieux projet pédagogique, en classe et à la maison. Ce travail a été effectué de novembre 2022 à février 2023 par cent-quatorze élèves germanistes, de 13 à 19 ans, issus du collège Jacques Prévert de Guingamp, du lycée de La Salle d'Alès, du lycée Pasteur de Besançon et du lycée Henri-IV de Paris.
L'équipe enseignante s'est enthousiasmée pour ce projet original permettant à des travaux scolaires de sortir de la classe. Elle a souligné le défi pédagogique et technique que cela représentait pour se coordonner à distance mais aussi parce que la traduction ne figure plus au programme du secondaire. Une enseignante a choisi d'inscrire ce travail dans la thématique Écrire pour les enfants, une autre l'a abordé selon quatre axes : Espace privé / espace public, Art et pouvoir, Innovations scientifiques et responsabilité, Diversité et inclusion. Ce travail a été l'occasion pour les élèves de s'interroger sur le contenu véhiculé par cet ouvrage comme le rôle des logiciels libres, l'émancipation de la femme et l'intégration des minorités, en faisant remarquer qu'Ada était une jeune fille pauvre et de couleur. Ils ont rapproché la manière des jeunes de contrer l’hégémonie de Zangemann de l'action de Greta Thunberg et le personnage de Zangemann leur a fait penser à Mark Zuckerberg. L'une des jeunes traductrices a souligné que ce projet l'avait réconciliée avec le cours d'allemand mais aussi avec la technologie, témoignant qu'elle avait initialement « tendance à se tenir éloignée de tout ce qui touche à l'informatique qu'elle considère comme de la magie noire » mais que le livre et son message l'avaient pourtant ravi : « d’abord la débrouillardise d’Ada, le partage ensuite, la manifestation qui fédère toute la ville et enfin le parlement qui apprend de ses erreurs et les enfants qui changent les lois, ce livre est exactement tout ce que je veux transmettre à mes enfants ! ».
La traduction française a été présentée pour la première fois à Rennes en avril 2023 lors de la Journée du Libre Éducatif et a ensuite été publiée en décembre 2023 chez C&F éditions. Le ministre français de l'Éducation nationale et de la Jeunesse Gabriel Attal l'a offert aux parlementaires de l'Assemblée parlementaire franco-allemande réunis en séance plénière le 4 décembre 2023 à Bonn en le présentant comme un bel exemple de coopération franco-allemande en éducation et en insistant sur le rôle des lois pour réduire les risques des technologies.
Grâce à un partenariat avec la Direction du numérique pour l'éducation, les versions numériques intégrales du livre sont à disposition à prix libre sur le site de l'éditeur depuis le jour de parution, aux formats PDF et ePub accessible, pour que tout le monde puisse accéder et lire le livre. Le livre peut également être lu directement en ligne avec un affichage page à page : https://ada-lelivre.fr/.

## Culture libre

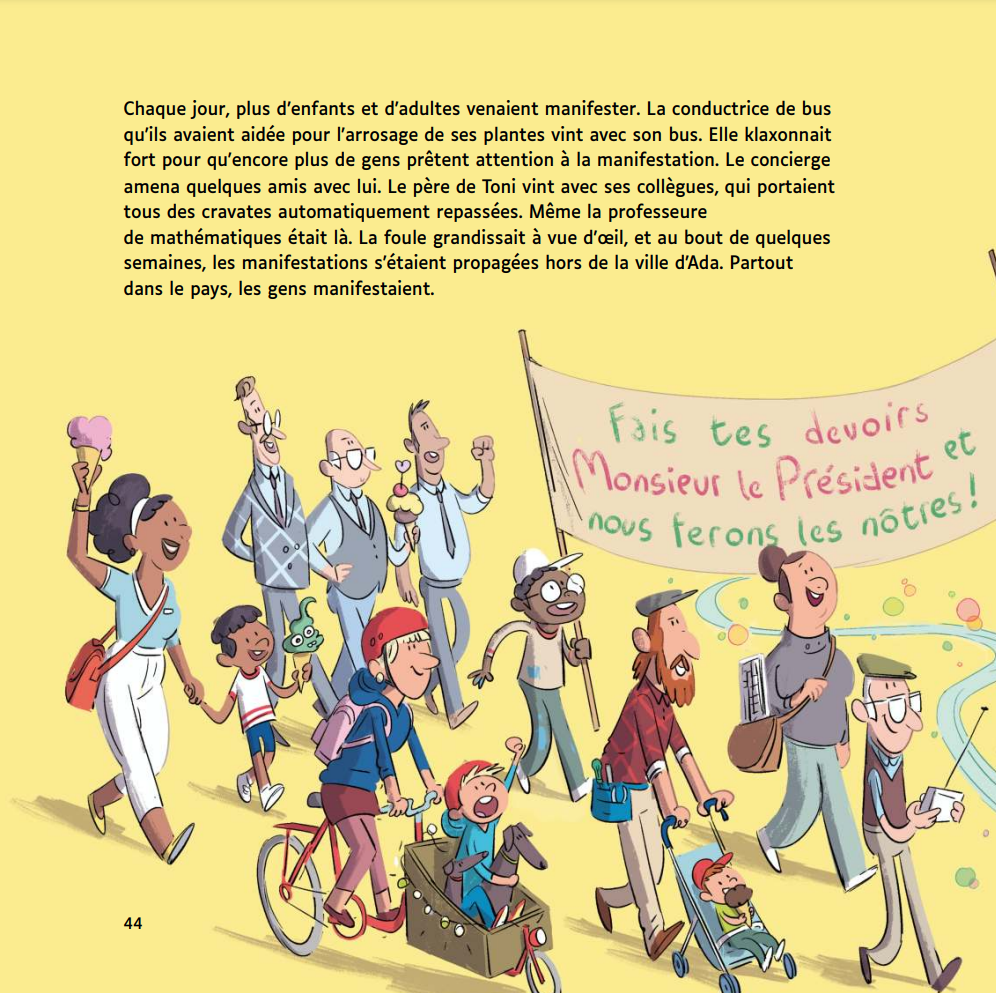
Page 44 de la version française du livre Ada & Zangemann.

Le livre Ada & Zangemann "explique, sous forme de conte, ce qu'est la liberté informatique". L'album est libre par son histoire, sa licence, sa traduction et sa conception.
Le récit tout d'abord permet de mieux comprendre ce que sont les logiciels libres lorsque l'on se retrouve, comme Ada, face à une situation où ils ne le sont pas. Or comme le rappelle Thierry Noisette, « expliquer les principes du logiciel libre à des adultes, s’ils n’en ont jamais entendu parler, n’est pas toujours facile ». C'est ce que réussit ce livre en faisant écho à l'actualité, plongés que nous sommes dans un monde numérique de plus en plus monopolistique où une poignée de Zangemann dictent trop souvent nos usages, captent nos données et font pression sur les gouvernements pour conserver leur position dominante. De plus l'accès, l'étude, la modification et le partage du code n'est pas qu'une question technique, nous dit Ada & Zangemann, avec la révélation finale du président qui prend conscience des enjeux politiques du logiciel libre, et de ses enjeux en matière d'autonomie et de souveraineté. Le livre permet également d'aborder la culture maker et son éthique hacker. Ada et ses camarades nous transmettent leur plaisir de bidouiller et d'apprendre en faisant et nous invitent à trouver ou retrouver notre capacité d'agir afin d'être acteur et non plus consommateur, voire esclave, du numérique. On notera en outre qu'Ada apprend à coder dans les livres mais aussi les ordinateurs connecté à un « Internet libre » de sa bibliothèque, en référence à l'éducation ouverte.
La licence elle aussi est libre, de par le choix initial, rare dans la sphère de l'édition, de la licence Creative Commons CC-BY-SA. La traduction française est également libre. Pour travailler et se coordonner entre établissements scolaires participants, les élèves et leurs enseignantes ont en effet choisi les outils libres de La Digitale et notamment le service Digipad. Enfin la fabrication du livre est également libre. Nicolas Taffin, concepteur graphique et cofondateur de C&F éditions avec Hervé Le Crosnier, n'a en effet utilisé que des formats ouverts, HTML et CSS, ainsi que la bibliothèque JavaScript open source Paged.js pour produire simultanément la version papier et les versions numériques en PDF et ePub, en s'inspirant d'un travail précédent réalisé pour le Catalogue raisonné des tableaux de Van Dyck du musée du Louvre. Prenant en compte l'accessibilité, tous les dessins ont une description longue et c'est la police de caractères libre Luciole, optimisée pour les personnes souffrant de déficience visuelle, qui a été choisie.
Autorisé par la licence libre, on trouve également, sur la forge du projet, une version numérique du livre avec uniquement les illustrations, pour servir notamment de support à des lectures publiques dans les écoles ou les bibliothèques. Certaines de ces illustrations sont par ailleurs aussi proposées sans couleur pour inviter les enfants à faire du coloriage.

## Réception du livre en France

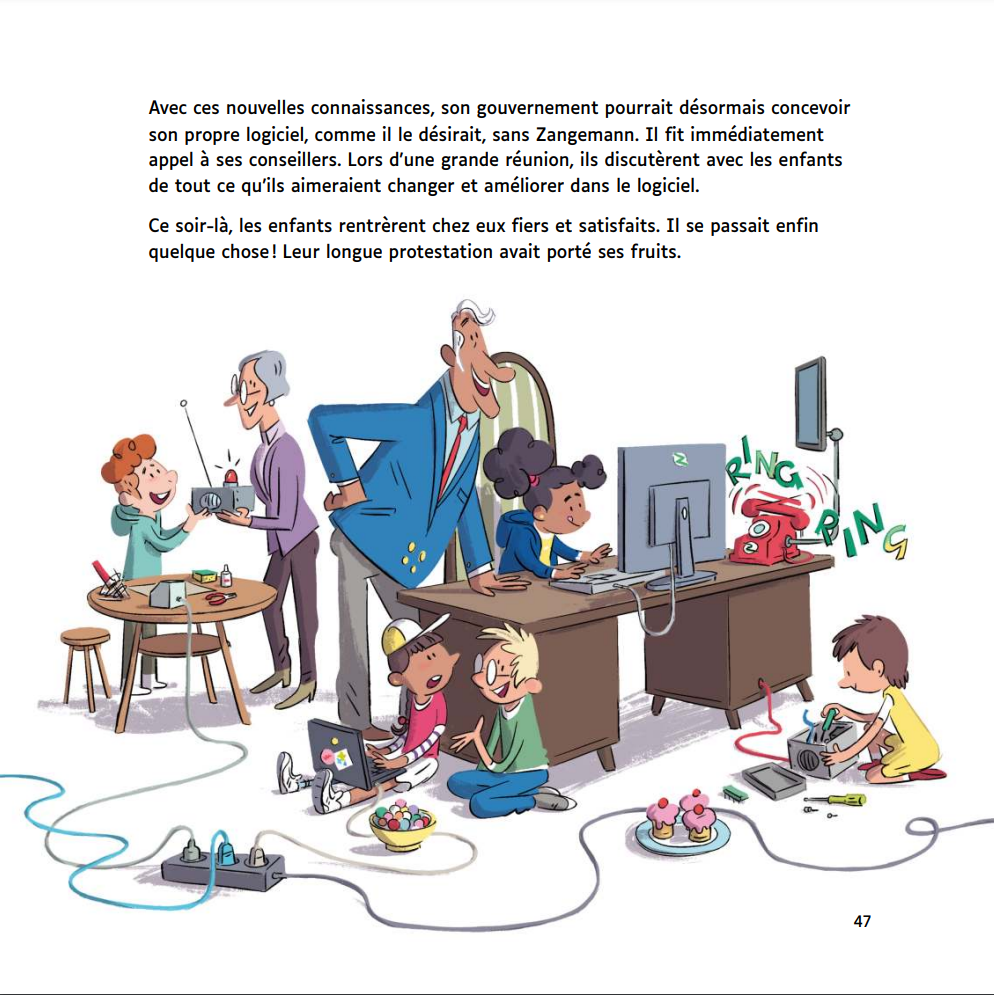
Page 47 de la version française du livre Ada & Zangemann.

La traduction française a reçu des critiques élogieuses de la part de journalistes et de personnalités du numérique. On note que sa lecture convient aux petits comme aux grands, qu'il permet d'aborder les enjeux du numérique en général et ceux du logiciel libre en particulier, et qu'il a le souci de l'inclusion et de la mixité. Sa traduction française originale retient également l'attention.
Dans les médias, Emmanuel Davidenkoff parle ainsi d'un « formidable album pour découvrir les enjeux du numérique ». Pour François Saltiel sur France Culture Ada & Zangemann « prône un partage des savoirs et des connaissances » et permet de « comprendre ce qu'il se passe sous le capot de la machine ». Thierry Noisette évoque « un album qui réussit l’exploit de décrire avec clarté et humour, à travers ses exemples qui parleront à tous, la notion de liberté logicielle, et invite ainsi à réfléchir sur la démocratie. » et Jean-Marc Manach un livre « créé pour expliquer l'intérêt des logiciels libres aux enfants mais qui semble aussi intéresser les adultes peu au fait de leurs vertus ». Sylvestre Huet insiste avec enthousiasme dans l'Humanité sur la dimension sociale d'un ouvrage « parfait pour une lecture d'un enfant ou à un enfant, excellent pour une discussion avec lui sur l'informatique, la politique et la société, voire entre adultes sur les défis de la nécessaire et difficile maîtrise démocratique des technologies ».
Parmi les actrices et acteurs du numérique en général et du logiciel libre en particulier, Jean-Baptiste Kempf décrit « une superbe parabole qui illustre parfaitement la nécessité des libertés numériques pour notre quotidien, pour avoir une société fonctionnelle et libre ». On nous parle de skateboard et de jouets « mais demain notre vie entière risque d'avoir des limitations imposées par des entreprises hégémoniques du numérique ». Il relève également que « le ton est positif, rieur, et optimiste pour l'avenir, pour que les générations nouvelles soient plus fortes que nous ne l'avons été »[Pas dans la source]. Serge Abiteboul évoque un objet de médiation en informatique pour les jeunes. Il s'enthousiasme que « le livre coche tellement de cases dans la catégorie des communs numériques que c’est presque trop beau ». Stéphane Bortzmeyer fait remarquer qu'il est « difficile aujourd'hui d'avoir quelque activité que ce soit, personnelle ou professionnelle, sans passer par de nombreux programmes informatiques qui déterminent ce qu'on peut faire ou pas ». Dans ce contexte, il apprécie disposer d'un « livre qui explique que le logiciel peut être écrit par et pour le peuple, pas forcément par les Zangemann d'aujourd'hui ». Il se montre en revanche critique sur le choix des appareils connectés pour illustrer le propos car voir Ada et ses camarades hacker leurs skateboards et enceintes pour pouvoir rouler sur les trottoirs et écouter la musique à tue-tête, ça n'est pas respecter la liberté des autres. Chez Isabelle Collet, qui souligne le genre de l’héroïne, « la force de ce livre, c’est de proposer une vraie histoire qu’on a envie de découvrir, et pas juste une histoire prétexte à un message scolaire ». Elle remarque « pour une fois, on n’a pas une fille seule contre tous qui se bat pour réussir son rêve, mais une fille bien entourée par un groupe de copains et copines qui construisent avec elle un monde nouveau, qui se réapproprient la technique pour la partager avec la cité »[Pas dans la source].

## Galerie

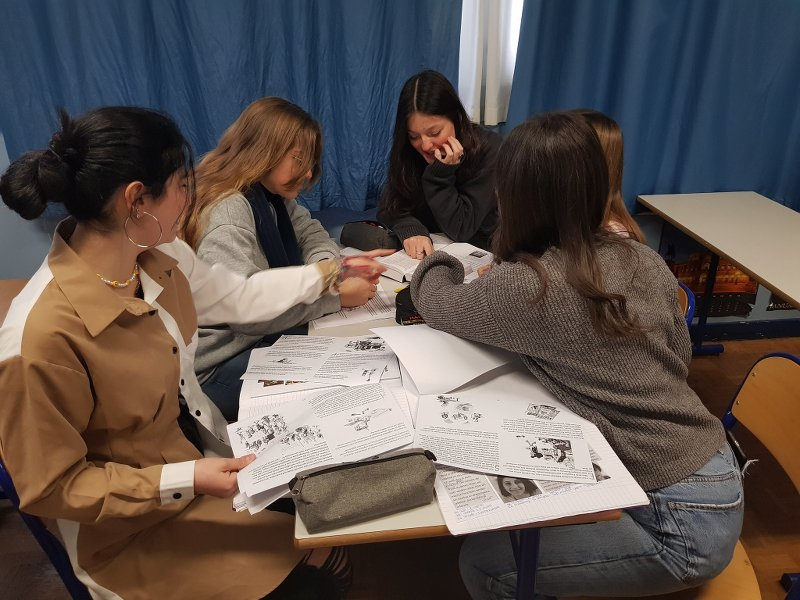
Des élèves du collège Jacques Prévert de Guingamp en train de traduire le livre Ada & Zangemann en classe en février 2023[9].
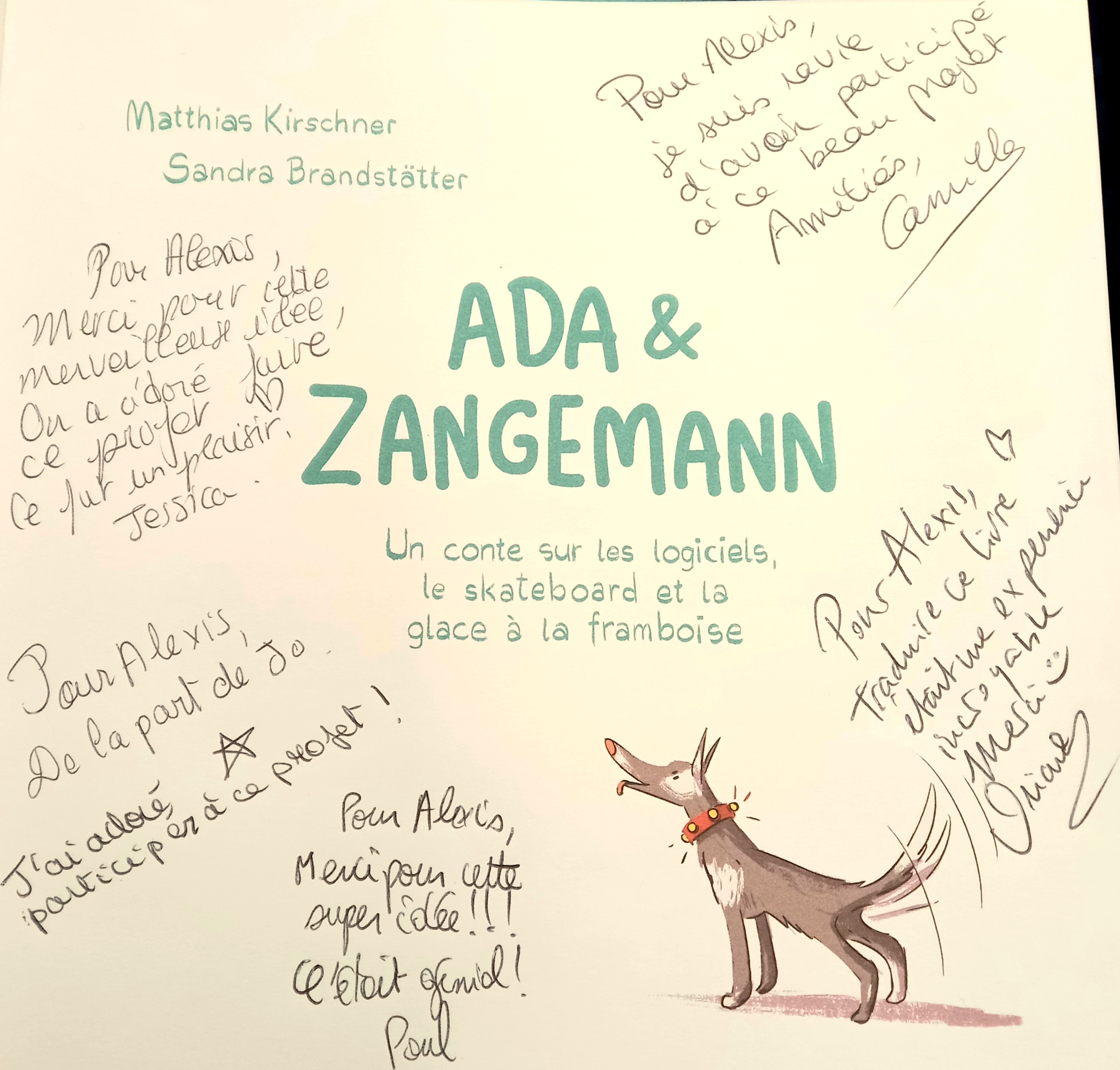
Dédicaces de la version française du livre Ada & Zangemann par des élèves traductrices et traducteurs du lycée Henri-IV de Paris.
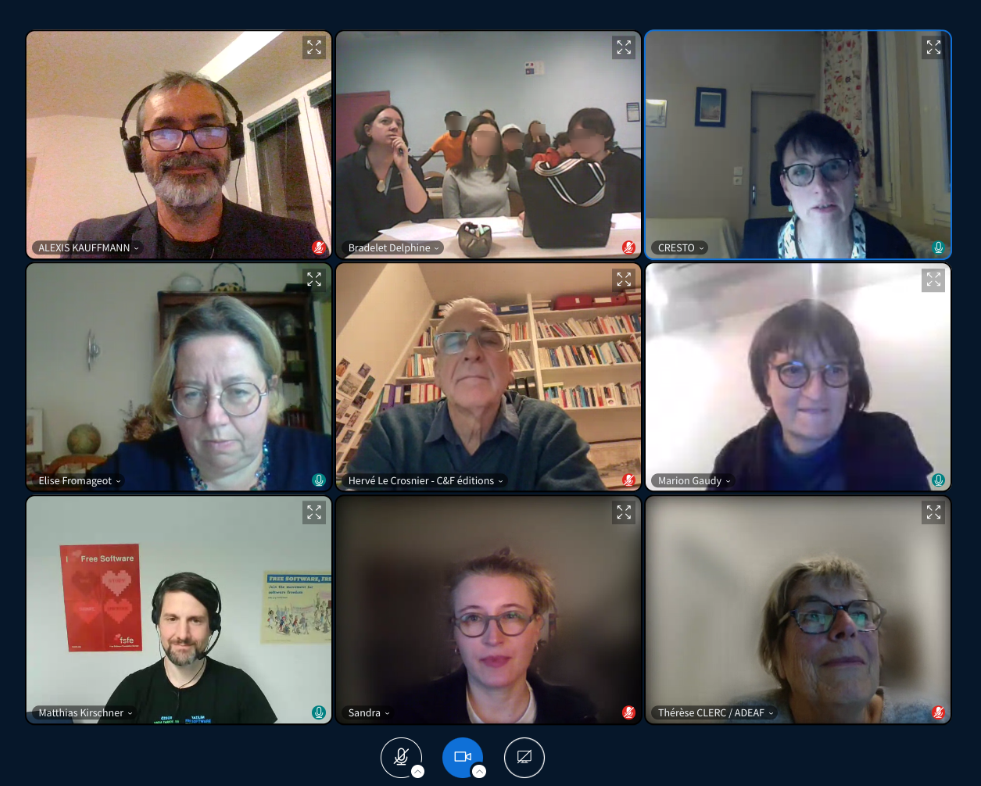
Rencontre en ligne à l'occasion de la publication française du livre, avec les auteurs en bas à gauche, l'éditeur, des élèves traducteurs et leurs enseignantes[20].
- Lecture en ligne des premières page du livre par Alexis Kauffmann, utilisant le support numérique des dessins sans le texte et l'outil open source d'édition de capsules vidéos Polymny Studio[13].
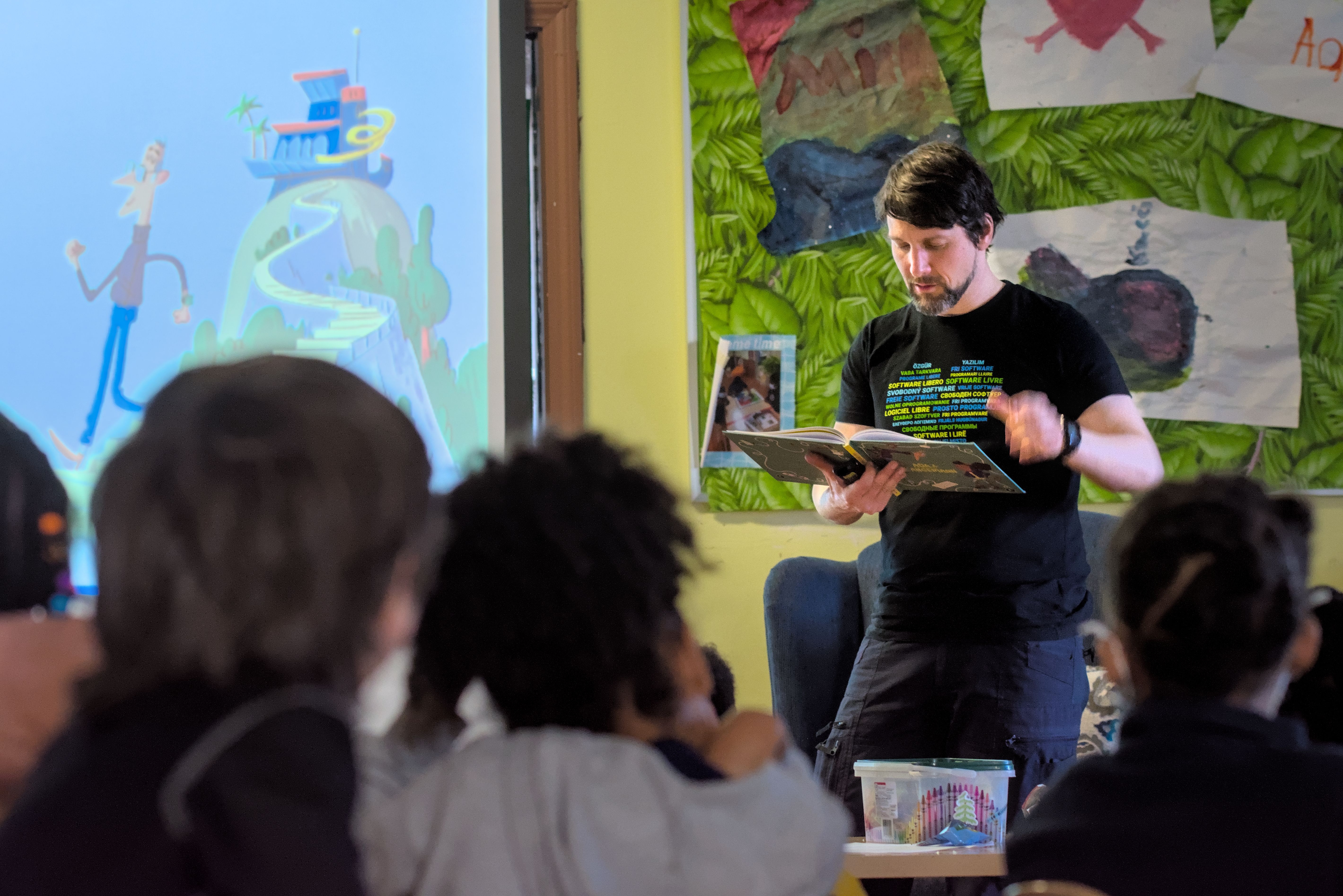
Lecture publique du livre Ada & Zangemann par son auteur Matthias Kirschner dans une école des États-Unis en avril 2023.
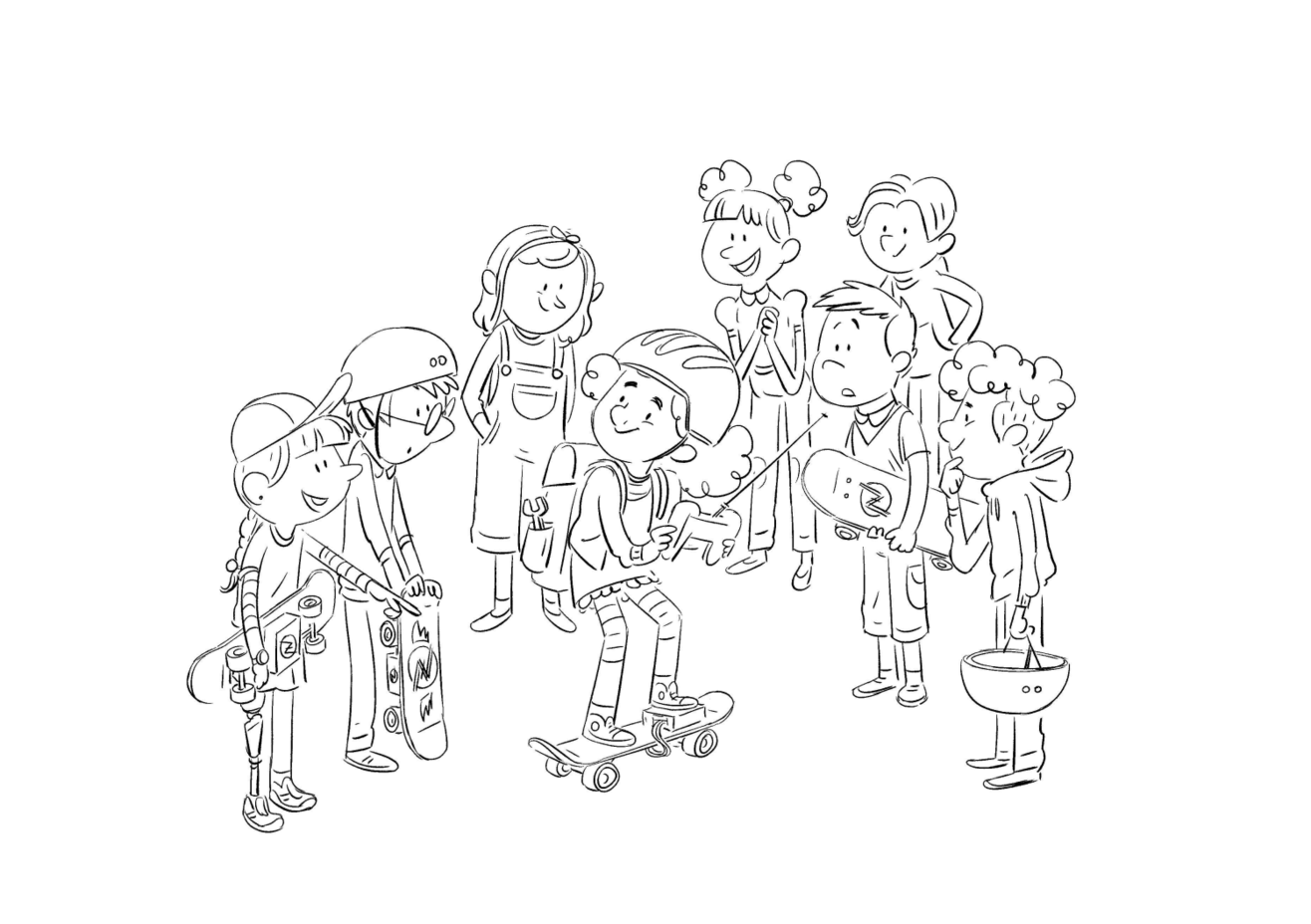
Un dessin à colorier de Sandra Brandstätter issu du livre Ada & Zangemann : le moment où Ada montre à ses camarades qu'on peut contrôler soi-même son skateboard électronique[14].
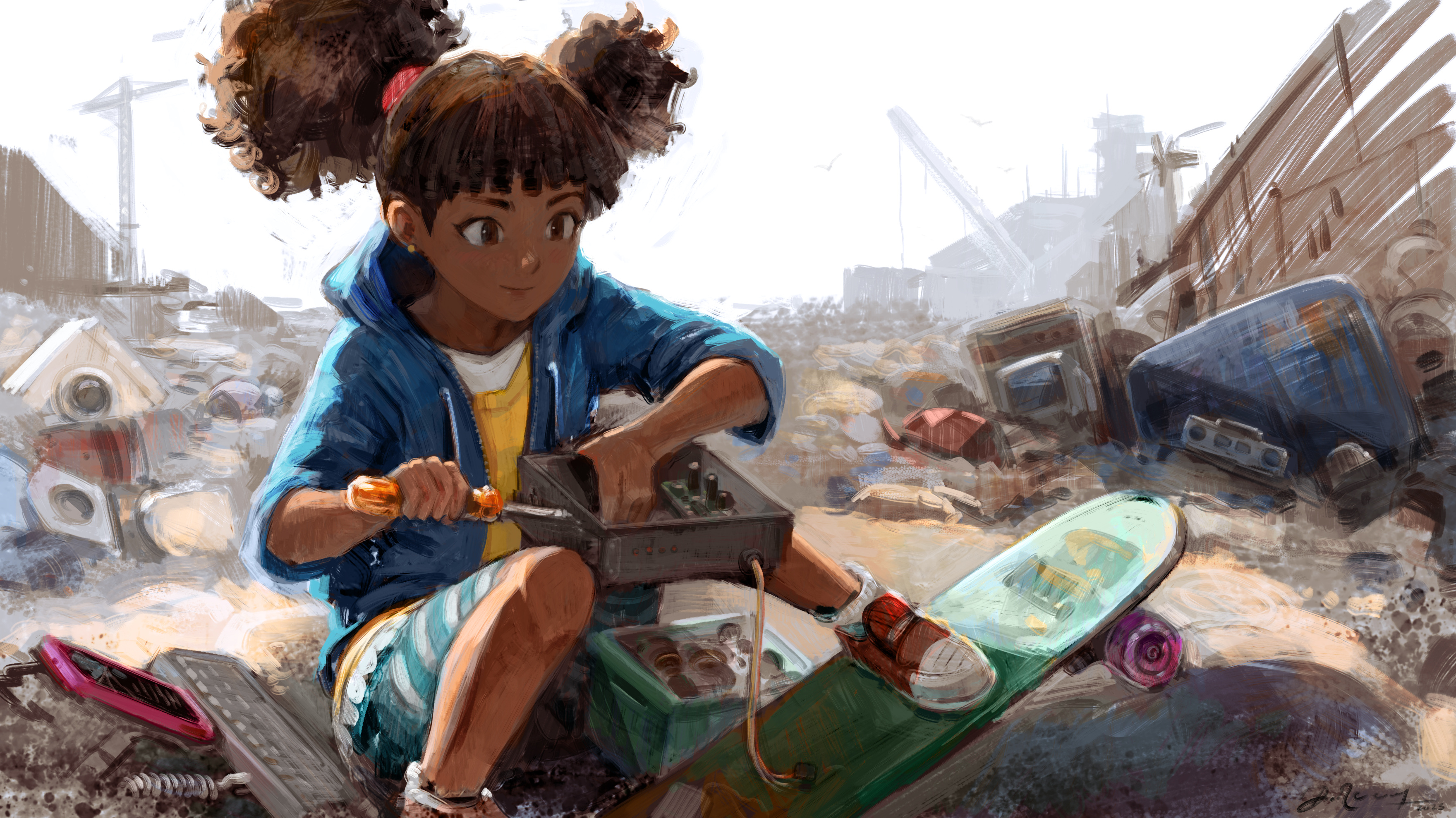
Un remix fan art du personnage d'Ada réalisé par David Revoy, auteur de la série BD libre Pepper&Carrot, et permis par la licence libre du livre[20].